# Psorotichia schaereri
Psorotichia schaereri är en lavart som först beskrevs av A. Massal., och fick sitt nu gällande namn av Johann Franz Xaver Arnold. Psorotichia schaereri ingår i släktet Psorotichia och familjen Lichinaceae.  Arten är reproducerande i Sverige. Inga underarter finns listade i Catalogue of Life.